# Eduard Veselý
Eduard Veselý, též Wessely (2. února 1817 Sloup v Čechách – 24. října 1892 Praha) byl český sochař, řezbář, restaurátor a pedagog.

## Život
Eduard Veselý pocházel ze Sloupu v Čechách, kde měli rodiště i bratři Josef a Emanuel Maxovi. Vyučil se v pražské dílně bratří Maxů a pak působil jako dlouholetý asistent Josefa Maxe.
S manželkou Terezií, rozenou Amlerovou (1833–1908) měl syna Vilhelma (1857–??), který se stal profesorem na gymnáziu v Kadani.

## Dílo

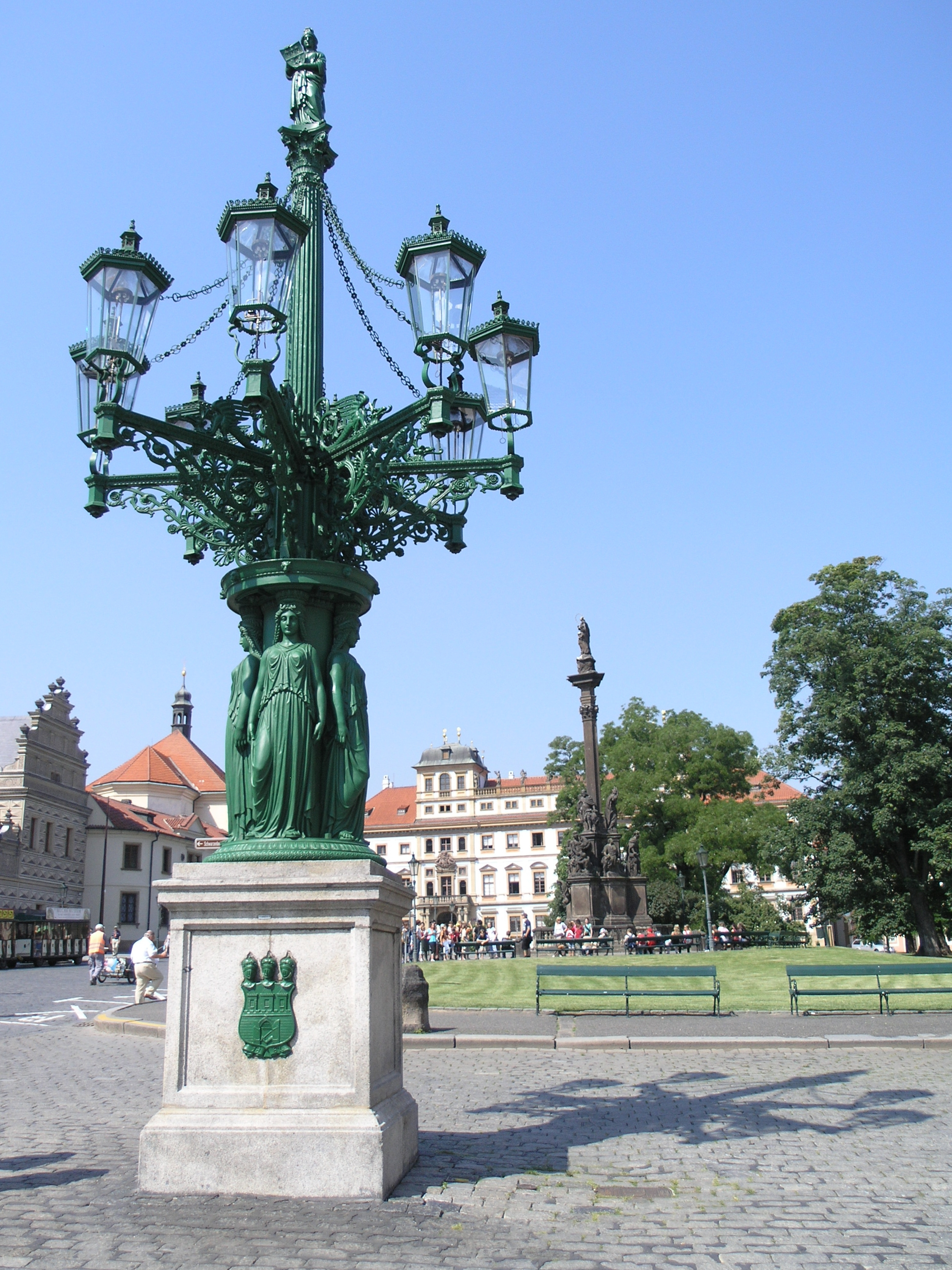
Praha, Hradčanské náměstí – kandelábr

Eduard Veselý dodával sochy pro venkovské kostely. V Praze je jeho nejznámějším dílem litinový kandelábr plynového osvětlení na Hradčanském náměstí. Podle údajů z jeho rodiště byl také autorem původních dřevěných soch apoštolů na Staroměstském orloji, které shořely při požáru v květnu 1945 a později je znovu vytvořil Vojtěch Sucharda.

### Známá díla
- Litinový kandelábr plynového osvětlení se čtyřmi ženskými postavami podle návrhu architekta Alexeje Linsbauera, Hradčanské náměstí v Praze[4]
- Socha sv. Jiří, kamenná s polychromií, v rotundě na Řípu[5]
- Řezby českých patronů, schodiště Týnského chrámu v Praze
- Sochy Krista a 12 apoštolů, dřevo s polychromií, Staroměstský orloj v Praze, originály nyní v depozitáři Muzea hl. m. Prahy
- Dvě sochy andělů (dřevo), nástavec novobarokního oltáře, Kostel svatého Rocha v Praze
- Sochy jezuitských patronů blahoslavené Spinoly a svatého Petra Kanisia na oltáři sv. Libora v kostele sv. Ignáce v Praze (1878)
- Krucifix, Kostel svaté Kateřiny Alexandrijské, Sloup v Čechách
- Socha sv. Máří Magdalény, z bývalé Kaple sv. Máří Magdalény v Malém Blaníku, nyní v kostele Nanebevzetí Panny Marie v Louňovicích pod Blaníkem[6]